# Hernesto Caballero
Hernesto Ezequiel Caballero Benítez (ur. 9 kwietnia 1991 w San Juan Bautista) – paragwajski piłkarz występujący na pozycji środkowego pomocnika, reprezentant Paragwaju, od 2022 roku zawodnik Libertadu.